# モンツァ
モンツァ（伊: Monza  発音）は、イタリア共和国ロンバルディア州にある都市であり、その周辺地域を含む人口約12万人の基礎自治体（コムーネ）。モンツァ・エ・ブリアンツァ県の県都であり、州内第3位の人口を持つ。ミラノの北東約15kmに位置するこの都市は、中世以来の古い歴史を持つブリアンツァ地方の中心都市であり、繊維業や出版業などの商工業が盛んである。
この都市にはモータースポーツのイタリアグランプリ（F1レースの一つ）が開催されるモンツァ・サーキットがあることで知られる。また、イタリア王位の象徴とされるロンバルディアの鉄王冠が納められたモンツァ大聖堂や、モンツァ公園、王宮などの観光地もある。

## 名称
標準イタリア語以外の言語では以下の名称を持つ。
- ロンバルド語モンツァ方言（イタリア語版）: Mùnscia
- ラテン語: Modoetia

## 地理

### 位置・広がり
ポー川の支流であるランブロ川のほとりの都市である。州都ミラノから北北東へ15km、コモから南南東へ29km、ベルガモから南南西へ34kmの距離にある。

#### 隣接コムーネ
隣接するコムーネは以下の通り。括弧内のMIはミラノ県所属を示す。
- ヴェダーノ・アル・ランブロ - 北
- ビアッソーノ - 北
- ヴィッラサンタ - 北東
- コンコレッツォ - 東
- アグラーテ・ブリアンツァ - 南東
- ブルゲーリオ - 南
- セスト・サン・ジョヴァンニ (MI) - 南西
- チニゼッロ・バルサモ (MI) - 南西
- ムッジョ - 西
- リッソーネ - 北西

### 地勢
ロンバルディアの平原地帯に位置する都市で、市域の中央をランブロ川が北から南へと流れる。
14世紀初頭、都市の防衛を目的として人工的にランブロ川から分かれるランブレット川（Lambretto）が掘削された。ランブレット川は都市の北の入口で分岐し、市壁（現存しない）をめぐって、都市の南側でランブロ川に再び合流する。また、19世紀にティチーノ川とアッダ川を結んで建設されたヴィロレージ運河が市域を流れている。
市域の北部は広大なモンツァ公園（6.88 km2）が広がっており、市域の約20%を占める。
- モンツァ公園内を流れるランブロ川
- モンツァ公園
- ランブロ川に架かるレオーニ橋

### 気候
地中海性気候に属し、冷涼で短い冬と暑い夏のあるポー谷の典型的な気候である。降水は秋に多く、冬や夏には少ない。

### 気候分類・地震分類
気候分類では、zona E, 2404 GGに分類される。
また、イタリアの地震リスク階級では、zona 3 (sismicità bassa)に分類される。

## 歴史

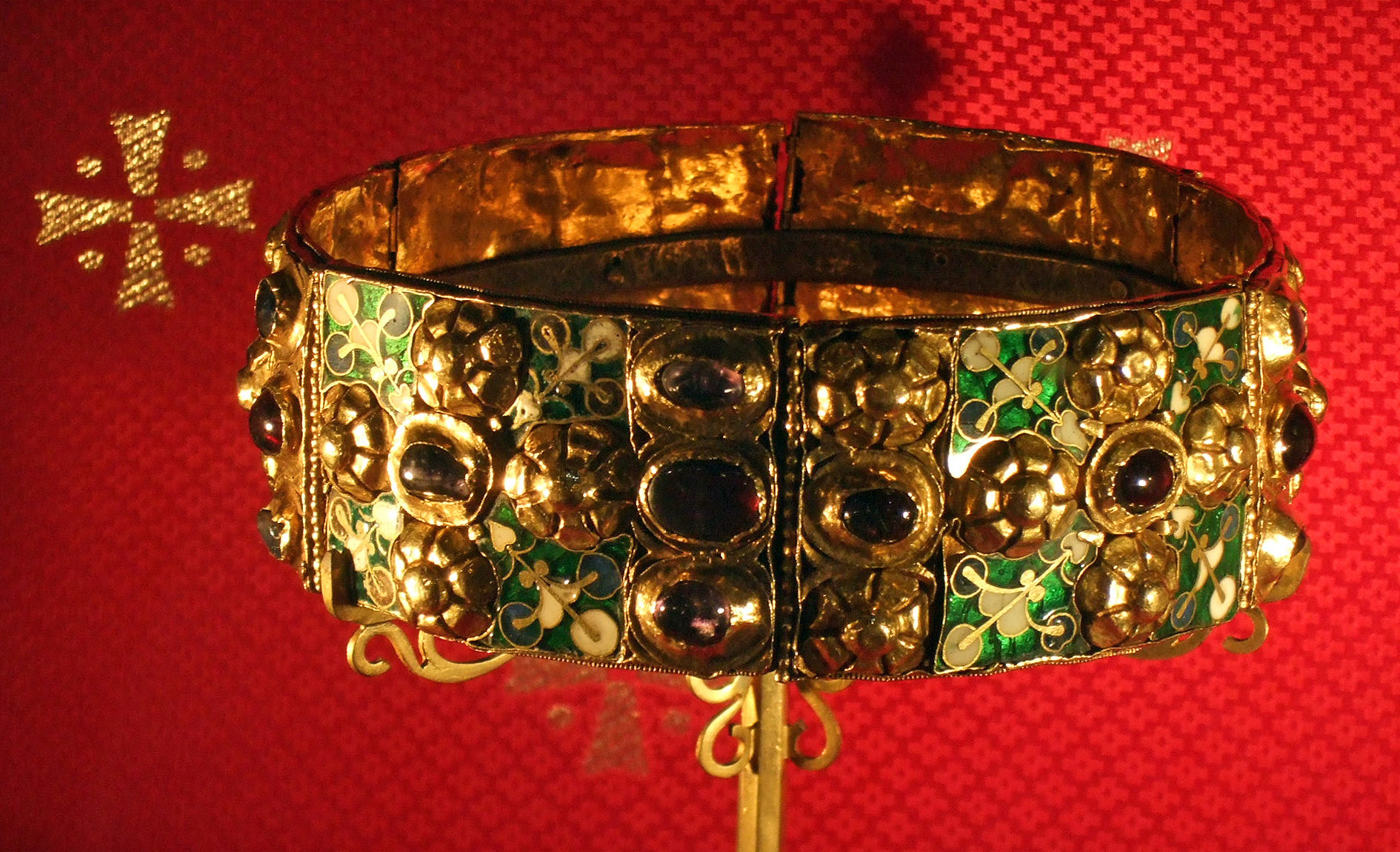
ロンバルディアの鉄王冠

モンツァの歴史は、10世紀頃からはっきりとした姿を見せる。中世、ミラノとは長らくライバル関係にあったが、13世紀にはミラノと共同歩調を取るようになり、最終的にミラノ公国の支配下に入ってその後の歴史をミラノと共に歩んでいる。この都市の歴史の重要な要素となるのが、大聖堂（ドゥオモ）に納められ、イタリア王位の象徴とされたロンバルディアの鉄王冠の存在であり、多くのヨーロッパの君主たちと関わりを持った。1780年、ハプスブルク家統治下に完成した王宮は、その後もこの地の統治者の住まいとして利用された。1900年には国王ウンベルト1世の暗殺事件が発生している。

### 先史時代・古代
人々の暮らしの痕跡は青銅器時代にさかのぼる。19世紀末に、当時埋葬に用いた甕が見つかった。当時の人々は、川や沼地の上に水上住居を構えていた。
紀元前3世紀、ローマ人はインスブリア人（ケルト人の一派）を平定し、メディオラヌム（現在のミラノ）の都市を築いた。ランブロ川のほとりにはケルト人たちの村があった。ローマ時代、ランブロ川にかけられた、アリーナ橋と呼ばれる橋の遺跡が、現在のレオーニ橋（Ponte dei Leoni）の近くに残っている。ローマ帝国の時代、この地は Modicia と呼ばれた。

### 中世

#### ランゴバルド王国

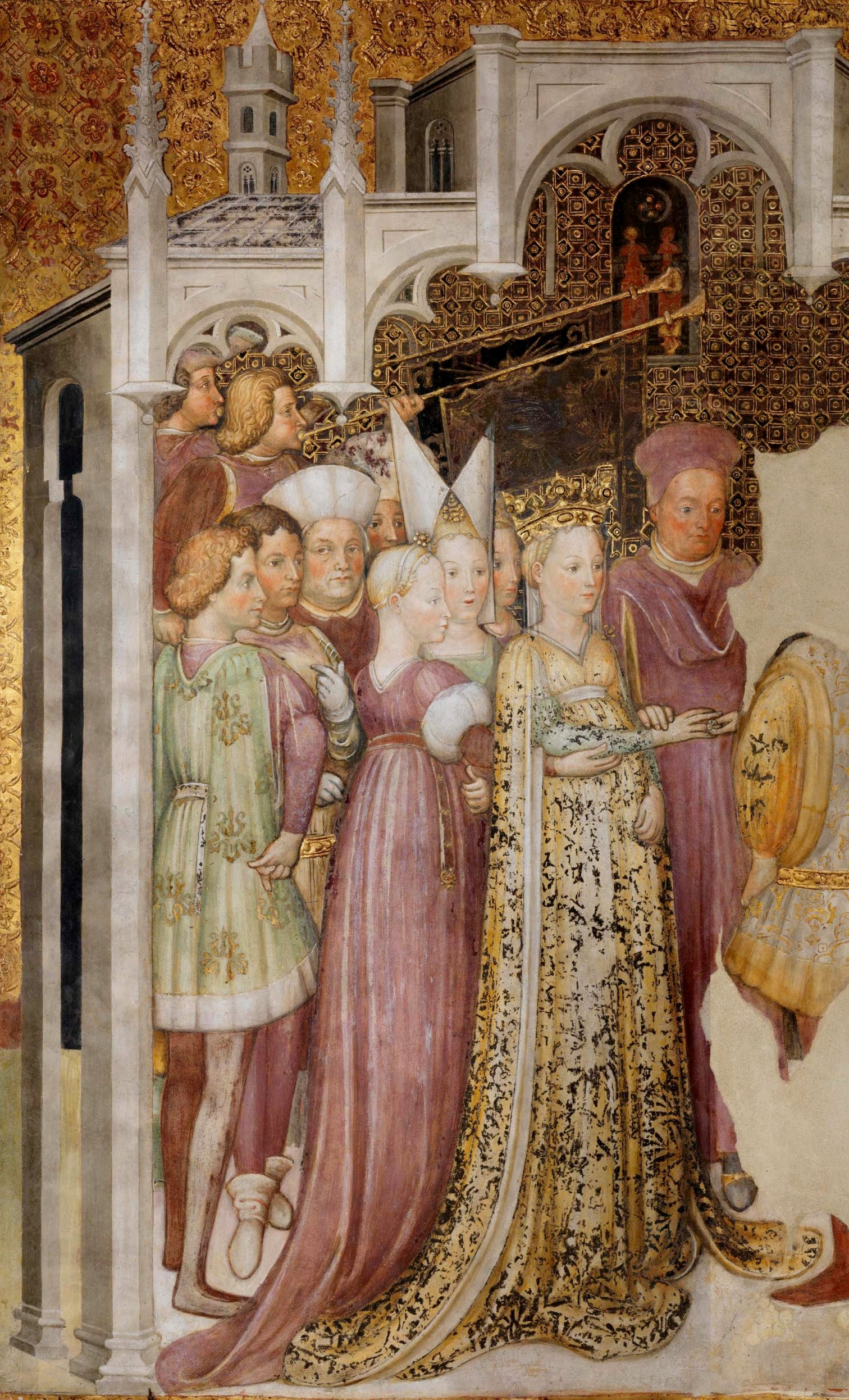
テオデリンダ王妃

6世紀、ランゴバルド人がイタリアに侵入する。これはこの町にとって大きな出来事であった。ランゴバルド王国の統治下、アウタリ王の王妃テオデリンダは、ランブロ川のほとりに小さな教会の建設を行っている。この教会の場所は、現在、モンツァ大聖堂の一部となっている。
伝承によれば、王妃の夢枕に鳩が現れてランブロ川のほとりを示し、「ここ」（ラテン語: modo）に教会を建てるように告げ、王妃は「はい」（etiam）と答えた。中世この地がModoetiaと呼ばれるのはそれに由来するのだという。

#### 10 - 11世紀
ベレンガーリオ1世（850年 - 924年）は、フリウーリ辺境伯（在位: 874年 - 924年）から、イタリア王および西ローマ皇帝（フランク・ローマ皇帝、在位: 888年 - 924年）を兼ねた人物である。ベレンガーリオはロンバルディアの鉄王冠を戴くことによってイタリア王に即位し、モンツァを帝国の首都とした。フン族の侵攻に対抗すべく、強固な要塞が築かれた。ベレンガーリオの治世、都市モンツァは一定程度の独立を享受することができた。独自の度量衡のシステムがあり、財産を集積した。ベレンガーリオはモンツァ大聖堂に対して、有名な鉄王冠も含め気前よく寄進を行った。
980年、ドイツからイタリアを訪れた神聖ローマ皇帝オットー2世をモンツァは迎えている。1000年にはオットー3世によってモンツァとその属領は保護された。10世紀、モンツァは経済的にも発展し、戴冠式を行う場所として以後2世紀にわたる名声を得ることになった。このことは、ライバルであるミラノを刺激した。1018年に、ミラノ大司教アリベルトがモンツァの領主となったため、モンツァは独立を失った。この時代は、アリベルトと皇帝コンラート2世の権力抗争の時代でもあった。

#### 12世紀：教会と皇帝
12世紀、モンツァには7000人の住民がいたと推計されている。重要な産業は農業であったが、手工業も発展を見せ始めていた。
1128年、モンツァのサンミケーレ教会でホーエンシュタウフェン家のコンラート3世が神聖ローマ皇帝として戴冠した。1135年、コンラートはロタール3世によって王位の放棄を余儀なくされる。同年、教皇インノケンティウス2世はモンツァの教会を保護して資産と特権を認めた。翌年、ロタールはモンツァの聖職者のミラノからの独立を認めた。これによって、モンツァは自治を取り戻した。
「バルバロッサ」の名で知られる皇帝フリードリヒ1世は、叔父のコンラート3世とともに1158年と1163年の二度にわたってモンツァを訪れている。この時期、ロンバルディア同盟の盟主であるミラノは皇帝に対して強く敵対的な教皇派（ゲルフ）の都市であり、ミラノと敵対関係にあるモンツァは皇帝派（ギベリン）の拠点として重要な位置を占めることになった。フリードリヒはモンツァが自らの財産であることを明言するとともに、課税に関する特権を与えている。1185年、フリードリヒ1世がロンバルディア同盟とコンスタンツ条約を結んで和睦すると、モンツァの独立も失われ、聖堂の財産管理もミラノに移されることになった。
1185年、フリードリヒ1世の子であるハインリヒ6世は、シチリア女王コスタンツァとの結婚に際し、モンツァで戴冠を行っている。

#### 13世紀：市民と教会、ミラノへの編入

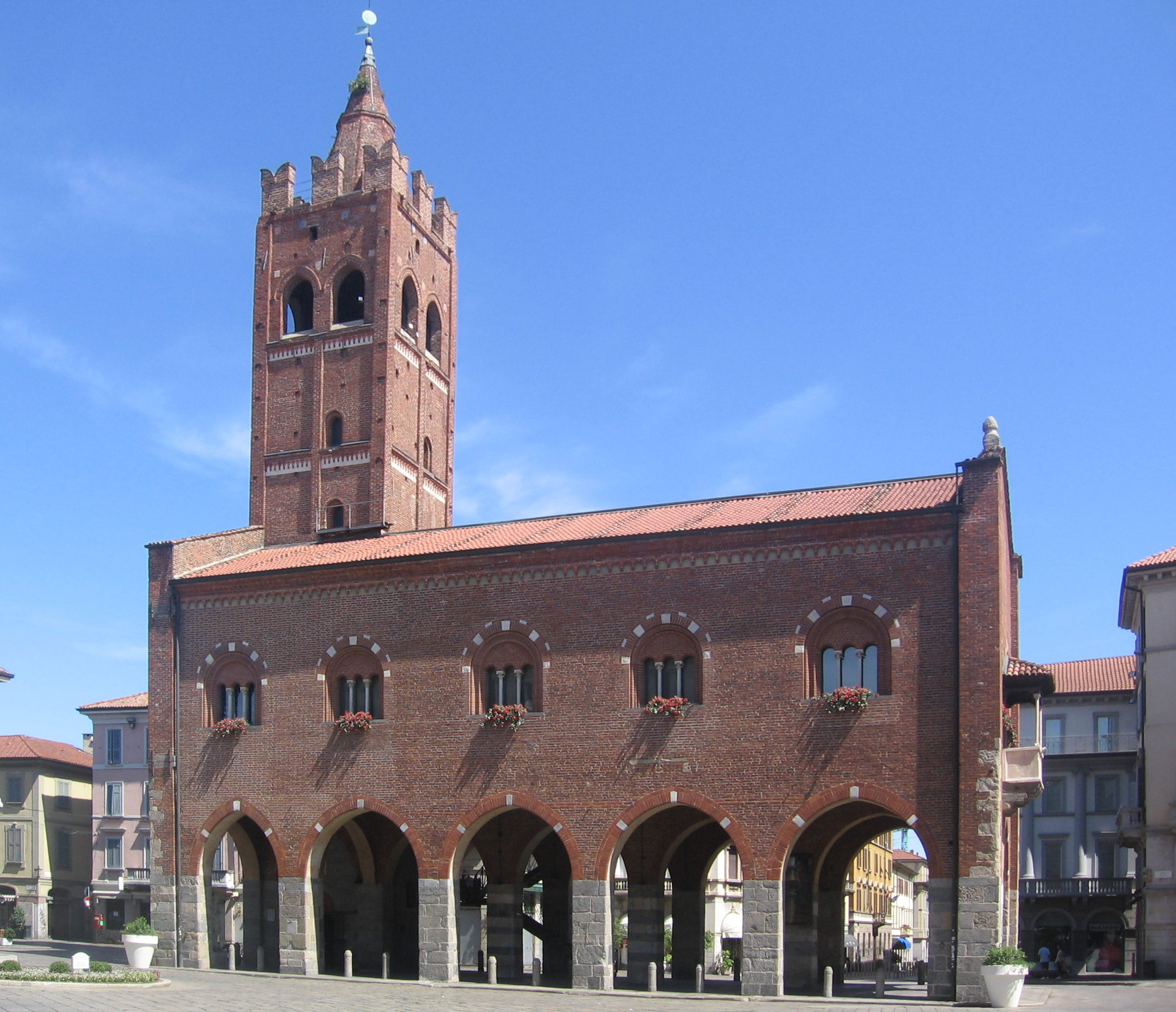
アレンガーリオ

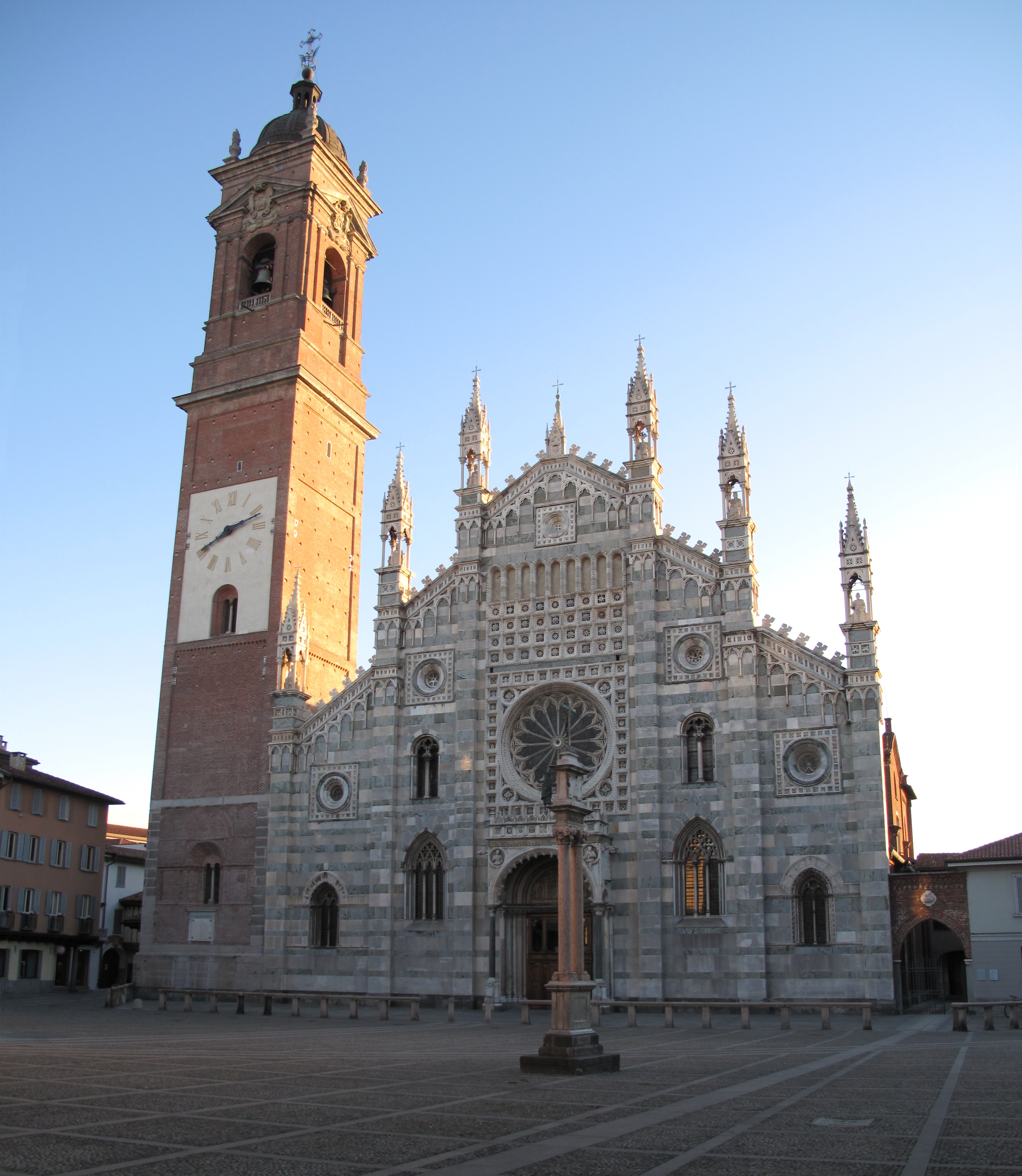
モンツァ大聖堂

12世紀以後、モンツァは中世都市として変容しつつあった。農業と並んで、靴の製造などの手工業も発展を見せるようになった。また、市壁の外では羊毛の生産が開始された。13世紀に建設された市庁舎「アレンガーリオ」は、近接するモンツァ大聖堂に対抗する建築物であった。アレンガリオに象徴される市民共同体（コムーネ）の実力と、大聖堂に象徴される宗教的権威・権力とは、いずれ衝突する運命にあった。また、この時代を象徴する施設としては、市場を開くことを目的とした大きな広場 Pratum magnum （今日のトレント・トリエステ広場）がある。
1221年、政治的な理由により、ミラノ大司教エンリコ・ダ・セタラ（Enrico da Settala）はモンツァの市長（ポデスタ）を破門しているが、ミラノのコムーネはモンツァのコムーネを支援している。
1242年、皇帝フリードリヒ2世を支援するために、モンツァの首席司祭アルベリコ・ダ・オレノ（Alberico da Oreno）は都市の宝物を借り受けた。しかし不幸にして、宝物が都市に返却された際には大きな黄金の盃が紛失されていた。1254年、フリードリヒ2世との戦いを展開するミラノは、かつて課した破門を取り消すことを条件としてモンツァから黄金の盃を借り出した。この盃に関しては、返却時に宝石17個が紛失されていたことが1275年の財産目録に記載されている。
モンツァは次第にミラノと共同歩調を取るようになる。1255年にモンツァは皇帝派によって略奪された。1259年、エッチェリーノ3世・ダ・ロマーノはモンツァ攻略を図るも撃退され、周辺の村落を焼き討ちにしている。
聖堂が所有していた宝物は、資金を借り受けるための担保としてさまざまな当事者の手を渡った。1273年にはモンツァにあった聖アガタ謙遜者団（Umiliati di Sant'Agata）のもとに移り、1311年には銀行家たちの手に渡って安全のためアヴィニョンに移された。代表団のメンバーであるマルティノ・アリプランディはミラノの住人であったが、もともとはモンツァの有力な家系であるアリプランディ家に属する人物であった。宝物がモンツァの聖堂に戻ってきたのはようやく1319年のことで、これはミラノの領主であったマッテオ1世・ヴィスコンティのおかげであった。
13世紀後半、モンツァはミラノの支配権をめぐるヴィスコンティ家とデッラ・トッレ家との抗争に巻き込まれる。1275年、モンツァはミラノの兵士によって占領される。1277年、デージオの戦いでヴィスコンティ家がデッラ・トッレ家に対して勝利を収めると、ミラノ大司教オットーネ・ヴィスコンティとモンフェラート侯グリエルモ7世がモンツァを占領した。翌年、モンツァはミラノの市長と市民に属するものであることが宣言される。

#### 14世紀 - 15世紀：都市を巡る抗争
キリスト教世界で初めての聖年となった1300年、マッテオ・ヴィスコンティによって、モンツァ大聖堂の再建工事が開始された。1311年、皇帝ハインリヒ7世はデッラ・トッレ家に忌避されたため鉄王冠の戴冠をすることができなかった。このため、ローマ人の王となるために別の冠を用意しなければならなかった。1312年、モンツァはギベリンとしての立場を明らかにした。
モンツァの有力家門であったエンリコ・アリプランディはデッラ・トッレ家の派閥に加わり、兵士を徴募してその指揮下に置き、1322年にモンツァの支配者として住民に推戴される。同年、ルキーノ・ヴィスコンティとフランチェスコ・ガルバニャーテ（Francesco Garbagnate）はモンツァがミラノに抵抗できないようにするため、モンツァの市壁を取り壊した。
1325年、ガレアッツォ1世・ヴィスコンティは長い包囲戦を経てモンツァを占領すると、その優れた手腕で都市防衛のための施設の建設に着手した。ランブロ川を人工的に分岐させてランブレット川を築き、また新たにモンツァ城を築いた。モンツァ城で最初に建てられた建物には42mの高さを持つ塔があり、監獄としても用いられたが、「炉の監獄」（la prigione dei Forni）とも呼ばれて恐れられた。モンツァ城はのちに拡張され、ランブロ川に沿って2つの塔が建設されているが、拡張工事のために教会をも取り壊している。しかし1327年、ガレアッツォ1世は皇帝ルートヴィヒ4世の命によって自ら建てた「炉の監獄」に幽閉されている。ガレアッツォ1世は翌年に釈放されたが、その年のうちに没した。
1329年4月、ピナッラ・アリプランディは、ルートヴィヒ4世の軍勢によって占拠されていたモンツァを、少数のヴィスコンティ家の騎士とともに回復した。アッツォーネ・ヴィスコンティは、モンツァが再び市壁を築くことを認める。市壁の再建は1333年に始まり、1381年まで続いた。マルチノ・アリプランディは、1334年から1336年にかけて市長（ポデスタ）を務めている。
1354年、教皇インノケンティウス6世は、モンツァ大聖堂にある鉄王冠がイタリアの王冠として疑いのない権利を有することを宣言した。1380年、ジャン・ガレアッツォ・ヴィスコンティは妻カテリーナ・ヴィスコンティに城を譲渡する。1404年、カテリーナ・ヴィスコンティが没すると、息子のジョヴァンニ・マリーア・ヴィスコンティによって受け継がれた。なお、この間の1402年にペストの流行があった。
1407年に、エストッレ・ヴィスコンティがモンツァの領主となり、自身の硬貨を鋳造した。1412年にジョヴァンニ・マリーアが没するとエストッレはミラノ公に迎えられたが、その継承はフィリッポ・マリーア・ヴィスコンティによって妨げられた。エストッレはモンツァ城に包囲され、投石による負傷が原因で死亡した。

### 近世 - 近代前期

#### 16世紀 - 17世紀：ミラノ公国の独立喪失
1499年、フランス王ルイ12世はミラノ公の地位を請求してミラノ公国に進攻（イタリア戦争）、「イル・モーロ」ことミラノ公ルドヴィーコ・スフォルツァと戦った。1508年、ルドヴィーコ・スフォルツァが捕虜となり連れ去られたのち、ルイ12世はミラノとモンツァの公爵となった。1525年のパヴィアの戦いでフランスが皇帝カール5世（ハプスブルク家出身）に敗北すると、フランチェスコ2世・スフォルツァがミラノ公に復帰した。イタリアではスペインの勢力が伸長した。
1526年、ミラノの知事にして皇帝軍の司令官であるアントニオ・デ・レイバによってモンツァは包囲され、1527年にその略奪をうけた。同年、坑道の爆発によってモンツァ城が破損を受けている。アントニオ・デ・レイバは1529年にモンツァの領主となった。1530年、カール5世はボローニャ会議（1529年 - 1530年）の後、鉄王冠を戴いた。
1535年、フランチェスコ2世・スフォルツァは相続人がないまま没し、ミラノ公位の継承問題が発生した。1537年から1557年にかけて、ルイージ・デ・レイバによって実効支配された。デ・レイバ家出身で、Suor Virginia Maria、あるいは「モンツァの修道女」の名で知られるマリアンナ・デ・レイバ（1575年 - 1650年）は、修道女の身でありながら道ならぬ恋に落ち、教会から終身刑の処分を受けた人物で、その生涯は19世紀の小説家アレッサンドロ・マンゾーニの作品『いいなづけ』（I promessi sposi）をはじめ、多くの作品に描かれている。
1630年にはペストが流行して人口と経済の両面で危機に瀕した。1648年にモンツァとその領域は、ミラノのドゥリーニ家の所有となる。
モンツァを含むミラノ公国は、18世紀前半までスペイン王の支配下に置かれることになる。17世紀まで、（イタリア全体がそうではあるが）この地域の経済力は大きく低下していた。

#### 18世紀：オーストリアによる最初の統治

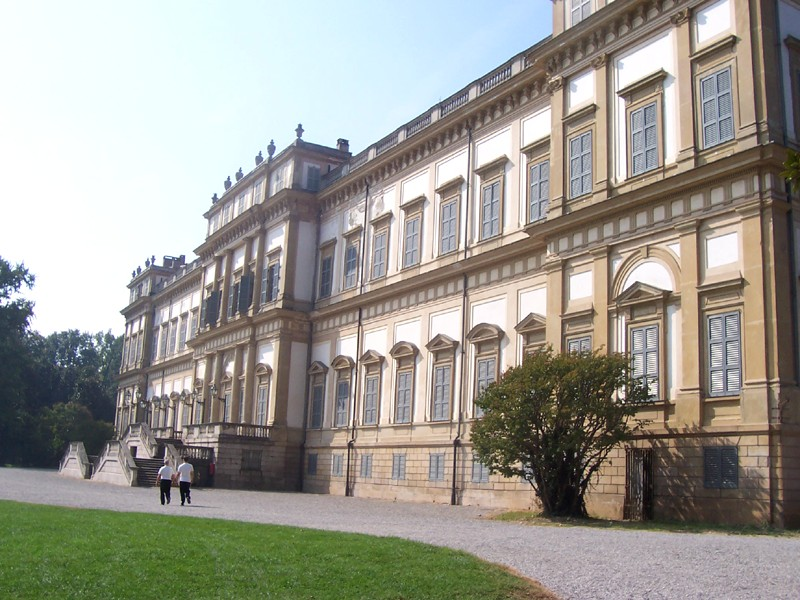
王宮

スペイン継承戦争後の1713年、ミラノ公国の支配権はオーストリアのハプスブルク家（ハプスブルク君主国）に移動した。この時代、都市の復興の時代であり、農業や工業が発展を遂げた。
女帝マリア・テレジアは、ロンバルディアの総督であった息子フェルディナントのために王宮を建設した。王宮は1777年に着工し、1780年に完成している。美しい景観に加え、戦略上の要衝であったこと、ウィーンとミラノを結ぶという位置にあることからモンツァが選ばれたのである。

#### ナポレオン戦争とフランスによる統治

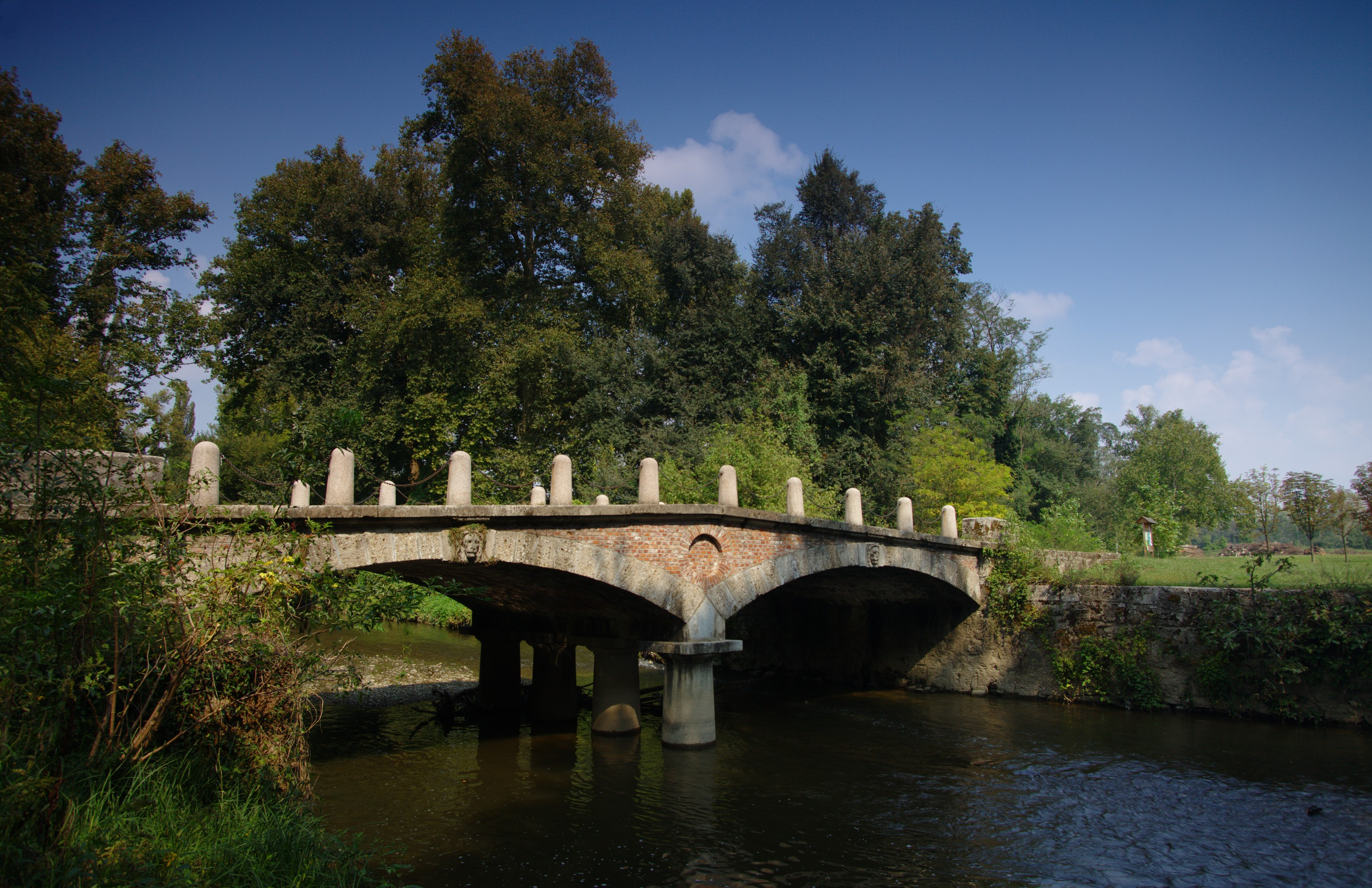
モンツァ公園

ナポレオン・ボナパルトによるイタリア戦役後のカンポ・フォルミオ条約（1797年）によりミラノ公国はオーストリアからフランスに割譲され、フランス共和国の姉妹共和国であるチザルピーナ共和国が建国された。なお、この国は1802年にイタリア共和国に移行する。
フランス人によって王宮は貴族の象徴として厭われ、破壊のために売却された。しかし、市民の抗議によって解体は阻止された。モンツァ大聖堂が所有していた金銀の宝物の2/3は、軍事費をまかなうためミラノの造幣局に送られて溶かされ、貨幣に変えられた。また大聖堂の宝物やカピトラーレ図書館の図書も、ナポレオンによってパリの国立図書館に移された。一方、鉄王冠は仮の措置としてモンツァに残された。
1805年、イタリア共和国はミラノを首都とするイタリア王国となった。1805年5月26日、ナポレオンは鉄王冠をミラノに運び、ミラノのドゥオーモにおいてイタリア王ナポレオーネとして戴冠した。モンツァには皇帝の都市（città imperiale）という称号が与えられた。ナポレオンの養子であるウジェーヌ・ド・ボアルネは、1805年8月にイタリアの総督に任命され、モンツァの王宮を住まいとしてヴィッラ・レアーレ（Villa Reale、「王のヴィラ」）呼び、復元と改修を行った。1807年、モンツァ公園が建設されるが、この時にモンツァ城は破却され、その石材は公園の塀となった。

#### 19世紀前半：オーストリア帝国による統治
1815年、フランス第一帝政の没落により、オーストリアはイタリアの領土を回復してロンバルド＝ヴェネト王国とし、抑圧的な官吏たちが派遣された。モンツァはミラノの行政区に含まれた。モンツァの人々は、ナポレオンが持ち去った宝物やカピトラーレ図書館の蔵書の返還を求め、1816年3月2日に返還が実現した。図書は無事であったが、アギルフォ王の王冠（Corona di Agilulfo）などいくつかの宝物はパリで盗難に遭ったり、溶かされていたりして失われた。
1816年、皇帝フランツ2世の勅令によって、モンツァは公式に都市（città）の格を得た。1818年、ラニエーリ・ダズブルゴ（ロンバルド＝ヴェネト副王・オーストリア大公）によって、王宮は再び利用された。
1835年にフランツ2世の跡を継いだフェルディナント1世は、1838年9月6日にミラノでロンバルド＝ヴェネト王として鉄王冠を戴冠する儀式を行っている。フェルディナント1世の治世下、モンツァにさまざまな発展がもたらされた。市内にはフェルディナンド王通り（現在のヴィットーリオ・エマニュエレ通りの一部）という新しい道路が開かれ、1842年には古代ローマのアリーナ橋の近くにレオーニ橋（Ponte dei Leoni、「ライオンの橋」の意）が建設され、夜にはガス灯が灯された。
この時代、羊毛工業に代わって、フェルト工業が盛んになった。1840年8月17日にはミラノとモンツァを結ぶ鉄道が開通した。これは、北イタリアで建設された最初の鉄道であった。

#### イタリア独立運動
1848年3月の「ミラノの5日間」に際してモンツァでも蜂起が行われ、オーストリア軍を放逐した。モンツァの独立派はレッコの人々と合流してミラノのポルタ・トサでの戦闘に加わった。第一次イタリア独立戦争終息後の1849年、ヨーゼフ・ラデツキー将軍とマクシミリアン大公（フランツ・ヨーゼフ1世の弟、のちのメキシコ皇帝）が王宮の住人となった。この動乱でも重要視された大聖堂の宝物をラデツキーは1849年にマントヴァに移しているが、同じ年のうちにモンツァに戻っている。
1859年の第二次イタリア独立戦争により、ロンバルディア全域はサルデーニャ王国に割譲された。しかし、鉄王冠をはじめとする宝物はオーストリアの手によってヴェローナに、次いでウィーンに運び去られた。これらが再びモンツァに戻るのは、第三次イタリア独立戦争後の1866年12月6日である。これ以後、鉄王冠は2度の例外を除いてモンツァにある。一度は1878年にローマに移されヴィットーリオ・エマヌエーレ2世の棺の上に置かれたとき、いま一度は第二次世界大戦時にヴァチカンに移された時である。

### イタリア統一以後

#### イタリア王国の成立と国王暗殺事件

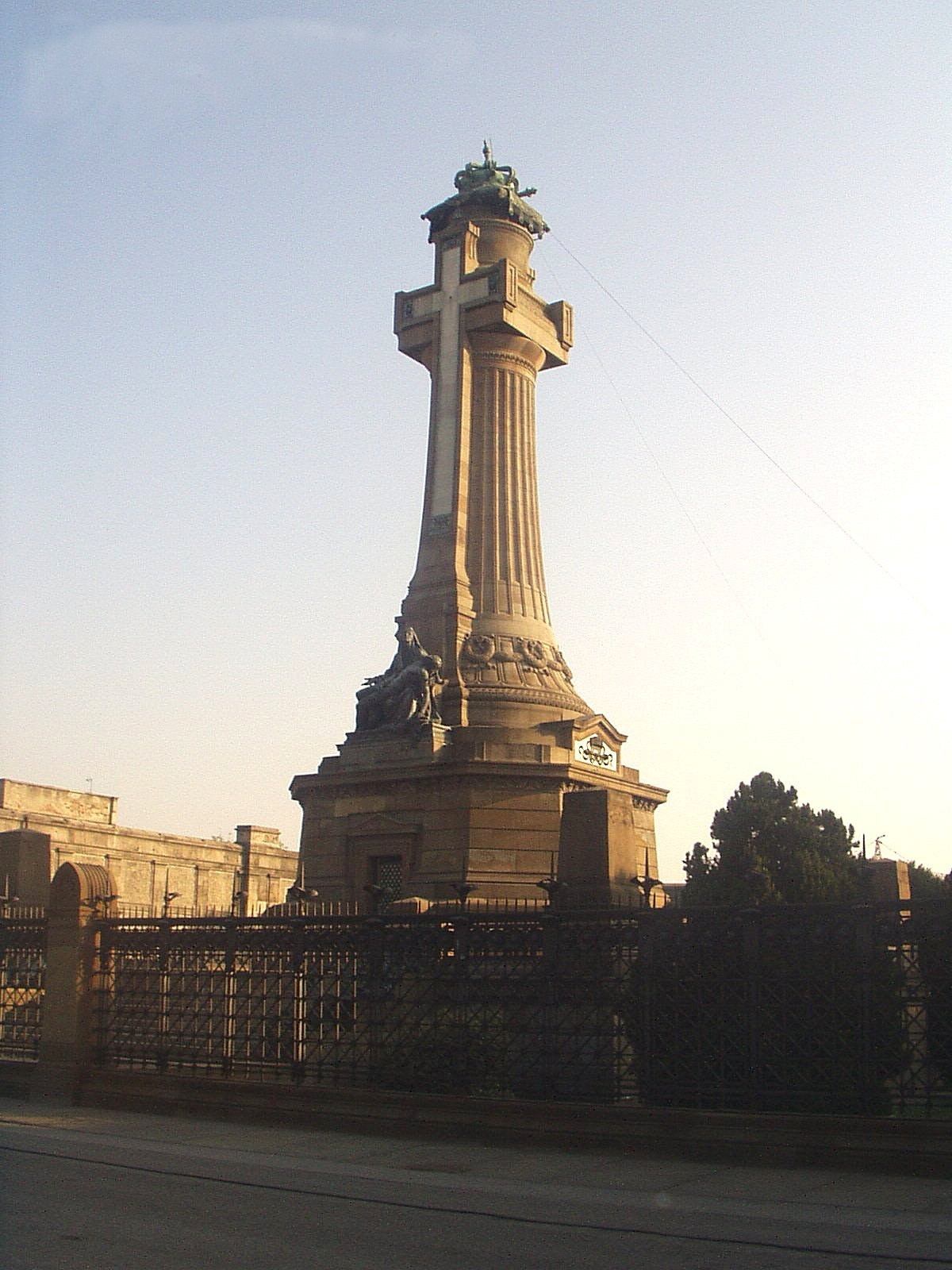
ウンベルト1世暗殺現場に建つ贖罪礼拝堂

1861年、イタリア王国の成立が宣言された際、モンツァの人口は2万5000人ほどであった。1862年には独立戦争の英雄ジュゼッペ・ガリバルディがこの町を訪れている。のちにガリバルディが没すると、モンツァの人々は英雄を記念する像の建立を決定し、エルネスト・バッツァーロによって像が制作された。
1868年、ヴィットーリオ・エマヌエーレ2世は、鉄王冠にちなむイタリア王冠勲章を創設した。1870年には市立図書館が開設された。1891年8月22日、国王の巨額の下賜金をもとに病院が開設された。
1895年12月31日の時点で、モンツァには約3万7500人の住民がいた。郊外では小麦やトウモロコシ、飼料、ジャガイモ、オート麦、ライ麦、野菜が生産されていた。また、特徴のある産業としてはブリアンツァ地方の製糸業を支える養蚕業があった。
1900年7月29日には、国王ウンベルト1世の暗殺事件がモンツァで発生した。無政府主義者ガエタノ・ブレーシは、7月27日にモンツァに到着した。29日（日曜日）の22時30分、王宮にほど近い公園の近くで、馬車の上に立って群衆に手を振っていた王をブレーシは撃った。ウンベルト1世の後継者ヴィットーリオ・エマヌエーレ3世は、事件現場に贖罪礼拝堂を建設した。

#### 20世紀
20世紀が始まるころ、モンツァは4万1200人の人口を数えた。1911年時点で、イタリアで最も工業化された都市とされた8つの都市の一つであった。主要な産業は紡績や帽子製造であった。
第一次世界大戦は、この町にも大きな影響を及ぼした。1932年、記念碑がトレント・トリエステ広場に建設された。
両大戦間期、都市の産業構造は大きく変わらなかったが、生産高は大きく増大した。都市開発はしばしば乱雑なものとなったため、1925年に都市計画が立てられた。障害物のように見えた老朽建築は解体され、トレント・トリエステ広場に面して新たな市庁舎が建設された。また、モンツァ公園の中にはモンツァ・サーキット（1922年）やゴルフコース（1925年）が建設された。
第二次世界大戦において、モンツァは爆撃を受け、都市が破壊され、市民の犠牲を出した。1943年9月のイタリア降伏以後はドイツ軍の占領を受けた。モンツァではパルチザン闘争が行われた。1943年にはジャンニ・チッテリオによって反ファシスト行動戦線が結成された。1945年、市民は駐留ドイツ軍と報復を避けるための交渉を行い、4月25日の0時に休戦が成立した。休戦成立後に協定が結ばれ、ドイツ軍は撤退した。この日、モンツァには新しい行政組織が編成された。この大戦中、ジャンニ・チッテリオを含む85人のパルチザンが犠牲となった。
20世紀後半、都市はさらに大きく発展した。ミラノをはじめとする近隣都市への交通など、それに伴う諸問題も発生した。

#### 21世紀

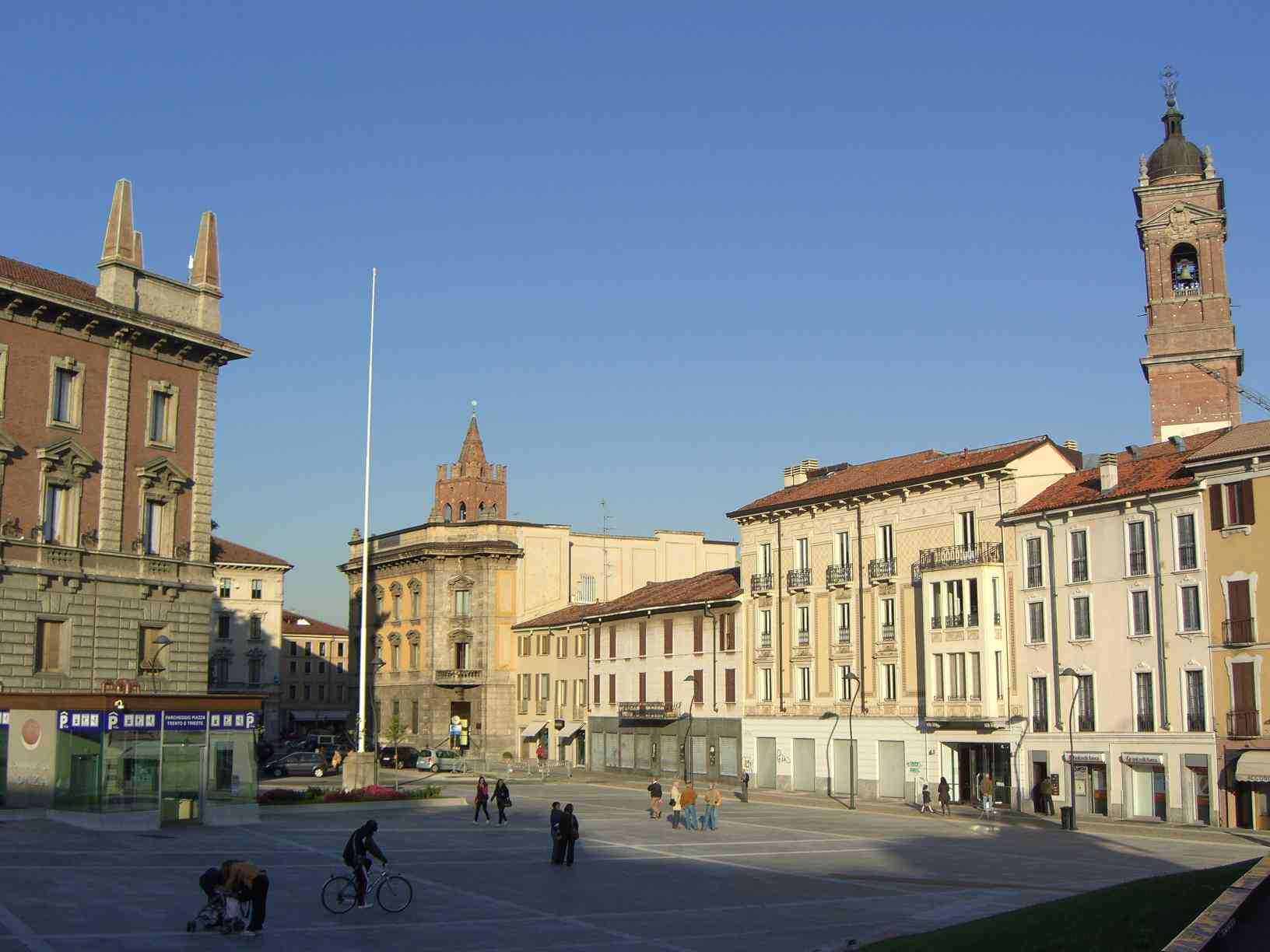
トレント・トリエステ広場（2009年）

21世紀のはじまりにおいて、モンツァの人口は約12万を数える。
都市にはミラノ・ビコッカ大学の医学部などがキャンパスを開設した。2009年には、周辺地域がモンツァ・エ・ブリアンツァ県としてミラノ県から分離し、その県都となった。
2009年春には、トレント・トリエステ広場の整備が完了した。中世の Pratum magnum に起源を持つこの広場の整備を巡っては、多くの論争がつきまとった。また、中世に織物工たちが使っていた運河の一部が復元された。

## 社会

### 教育
- ミラノ・ビコッカ大学（英語版）

## 交通

### 道路

ミラノ北郊の道路網

市域南端、セスト・サン・ジョヴァンニとの境界にインターチェンジがあり、イタリア北部を東西に結ぶA4と、ミラノ近郊路線であるA51・A52が接続されている。
高速道路
- A4
- A51
- A52

国道
- SS36（イタリア語版）

1996年、渋滞が悪化していた国道36号線を拡幅・トンネル化する提案が行われたが、その実現には長い時間を要した。事業費230億ユーロのトンネル化事業は2009年1月に着工した。

### 鉄道

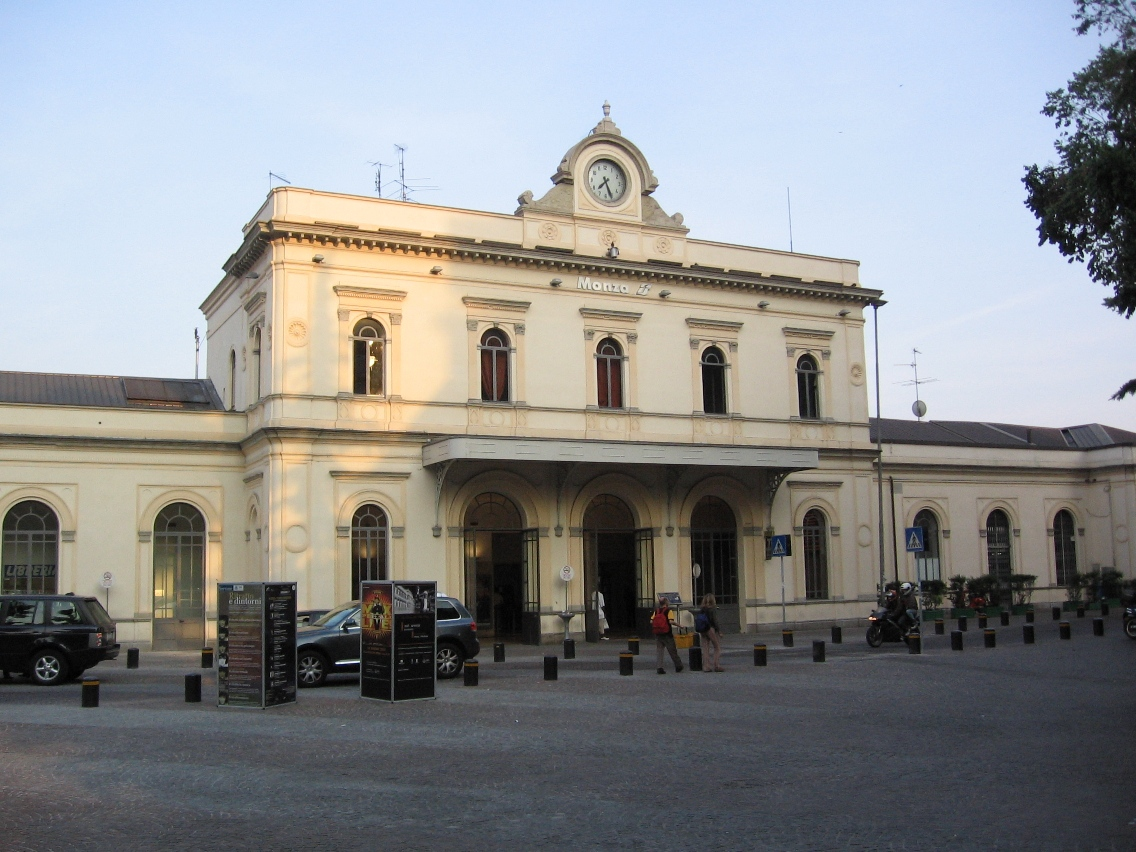
モンツァ駅

モンツァ駅は、ミラノとを結ぶミラノ＝モンツァ鉄道（現在のミラノ＝キアッソ線の一部）の駅として1840年に開業した、北イタリアでもっとも古い駅の一つである。ミラノから北方へ向かう路線が分岐する駅となっており、北西にコモを経てスイスのキアッソへ向かう路線、北東にレッコへ向かう路線やモルテーノへ向かう路線が分かれている。ミラノ近郊鉄道の列車がこれらの路線で運行を行っている。また、ミラノ地下鉄M1線が延伸予定である。
- ミラノ＝キアッソ線（イタリア語版）
  - モンツァ駅（イタリア語版）
- ミラノ＝レッコ線（イタリア語版）
  - モンツァ駅
- モンツァ＝モルテーノ線（イタリア語版）
  - モンツァ駅 - Monza Sobborghi駅

ミラノ近郊鉄道
- S8線：レッコ - モンツァ - ミラノ
- S9線：サロンノ - セレーニョ - モンツァ - ミラノ - アルバイラーテ
- S11線：キアッソ - セレーニョ - モンツァ - ミラノ

## 文化・観光・施設

### 食文化

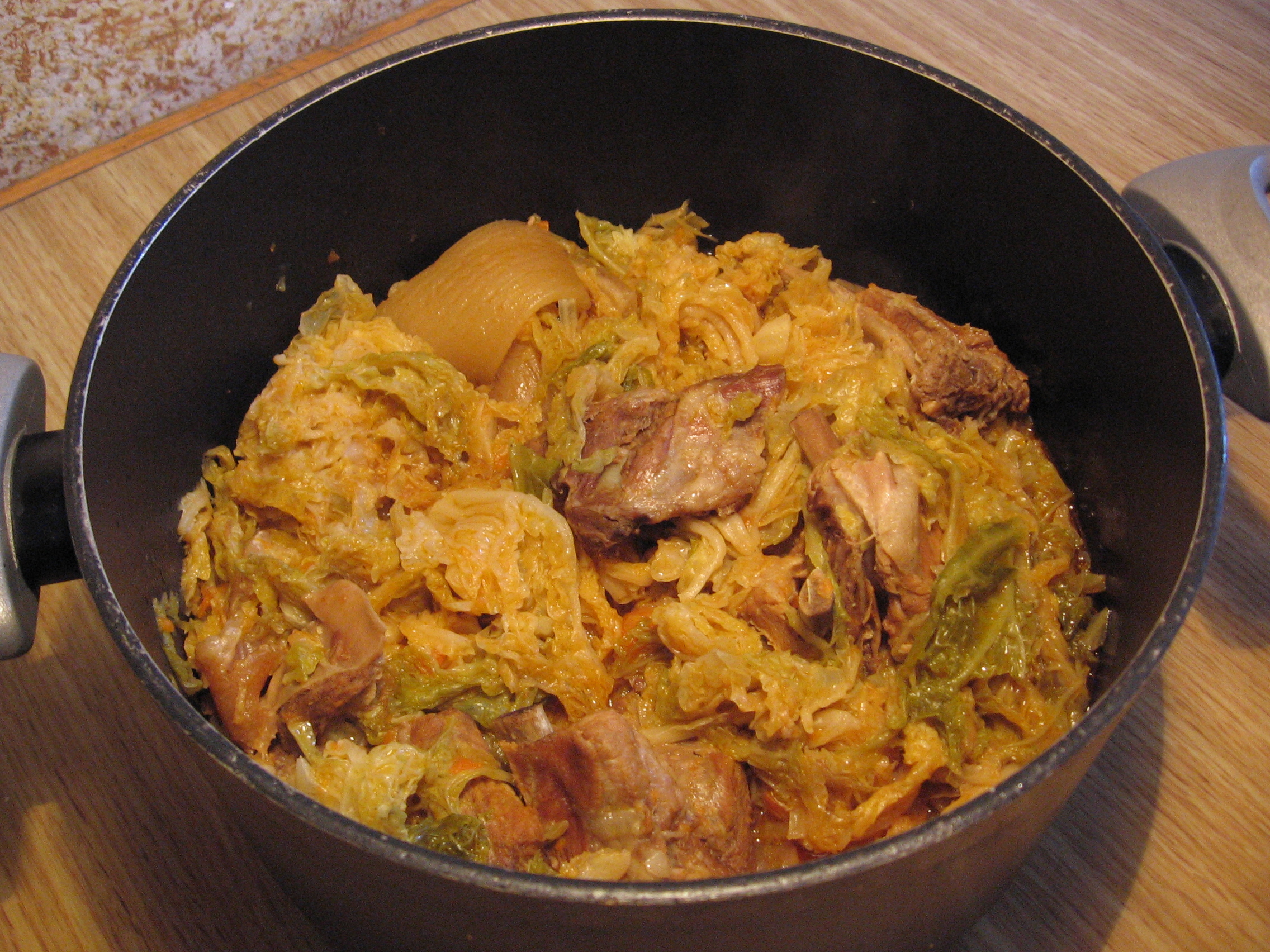
カッソーラ

モンツァの食文化は、ロンバルディア料理の中でもブリアンツァ地方やインスブリア地方において典型的なもので、この地方の伝統料理や、近隣地域の食文化（特にミラノ料理）と結びついている。
代表的な料理としては、リゾット、豚肉とキャベツの煮込み料理であるカッソーラ、豆入りのモツ煮込みであるブセッカ（buseca, büsèca）、とうもろこしの粉を練ったポレンタなどがある。

### モンツァの王宮
王宮と呼ばれるヴィッラ・レアーレ（Villa Reale）は、オーストリアがミラノ公国を支配していた時代、女帝マリア・テレジアがロンバルディアの総督であった息子フェルディナントのために建設したものである。フェルディナントはミラノの郊外に、夏季を過ごし狩猟をおこなう離宮を欲していた。王宮はジュゼッペ・ピエルマリーニの設計により1777年に着工し、1780年に完成している。王宮の庭はモンツァ公園につながっている。
- 王宮正面
- 王宮正面の薔薇園
- 庭園側から

### モンツァ公園
広大なモンツァ公園は、王宮に居を構えたウジェーヌ・ド・ボアルネ（イタリア総督、ナポレオンの養子）によって建設され、1808年に完成した。王宮に続く形で、ヴィッラ・ミラベロやヴィッラ・ミラベリーノといった既存の邸宅群や、ランブロ川の流れを内部に取り込んでいる。ヨーロッパの歴史的な公園であり、塀に囲まれた公園・庭園としてはヨーロッパで最も広いもののひとつである。公園はヴァッレ・デル・ランブロ州立公園に指定されている。
公園内には、モンツァ・サーキットやゴルフ場がある。
- 入口
- モンツァ公園
- ヴィッラ・ミラベリーノ

## スポーツ

### モータースポーツ

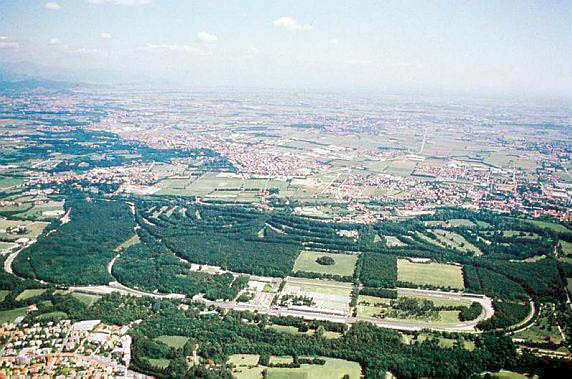
モンツァ・サーキット

モンツァは、自動車レース「フォーミュラ1」のイタリアグランプリが開催されるモンツァ・サーキットの所在地として国際的に知られる。
モンツァ公園の中に位置するモンツァ・サーキットは、1922年に完成した歴史あるサーキットであり、アルファロメオやフェラーリにとっての「聖地」とも称される。毎年9月に行われるイタリアグランプリは、1950年以来F1世界選手権の一部となっているが、1回を除いて毎年F1グランプリが行われているモンツァは、世界で最も多くのF1レースを開催した歴史を持つサーキットである。
オートバイレースでも1987年まで世界グランプリの開催地だったほか、以後2013年までスーパーバイク世界選手権のレースが行われるなど、多くのモータースポーツの大会が開催されている。

### サッカー
サッカークラブとしては、1912年に創設されたACモンツァがあり、スタディオ・ブリアンテオをホームスタジアムとしている。2000-2001シーズンでセリエBから陥落、その後は財政破綻によって2015-2016シーズンはセリエD（4部リーグ、アマチュア最上位リーグ）への降格も経験した。2022-2023シーズンからはクラブ史上初となるセリエAに昇格。
女子サッカークラブとしてはASDフィアマモンツァ1970があり、スタディオ・ジーノ・アルフォンソ・サダをホームスタジアムとしている。1970年に結成され、1980年代以後は長らくセリエAに属し、女子サッカー・イタリア選手権での優勝1回、女子サッカー・スーペルコッパでの優勝1回という戦歴を持つチームであるが、2010年代には財政問題によって地方リーグへの降格に見舞われた。2017-2018シーズンはセリエBに属する。

### その他のスポーツ
モンツァには屋内競技場としてモンツァ・アリーナがあり、2011年バレーボール女子欧州選手権の開催地の一つとなった。バレーボールチームとしてはセリエAでプレイしていたガベカ・パッラヴォーロが2009年以降モンツァを本拠地としていたが、2011-2012シーズンの終わりに解散している。
キックボクシングの国際団体の一つである世界キックボクシング団体協会（WAKO）はモンツァに本部を置く。
eスポーツの国際大会の一つであるWorld Cyber Gamesの2006年大会「World Cyber Games 2006」はモンツァで行われた。

## 姉妹都市
- インディアナポリス （アメリカ合衆国）
  - 1994年締結

インディアナポリス500（インディ500）開催地として知られるインディアナポリス・モーター・スピードウェイ（1909年開設）を郊外に擁するインディアナポリスとの、モータースポーツを通した交流による。
- プラハ （チェコ）

## 人物

### 著名な出身者
- フランチェスコ・ダ・ミラノ - 16世紀の作曲家、リュート奏者
- エルネスト・アンブロジーニ - 1920年代に活躍した陸上競技選手
- ヴィットリオ・ブランビラ - 1970年代に活躍したレーシングドライバー
- ダニエレ・マッサーロ - サッカー選手
- ピエルルイジ・カジラギ - サッカー選手・指導者